# Aporia howarthi
Aporia howarthi är en fjärilsart som beskrevs av Georges Bernardi 1961. Aporia howarthi ingår i släktet Aporia och familjen vitfjärilar. Inga underarter finns listade i Catalogue of Life.